# 舘野万吉
舘野 万吉（たての まんきち、1915年6月20日 - 2015年11月18日）は、日本の実業家。元日本製鋼所社長。

## 経歴
旧制栃木県立栃木中学校を経て、1933年に東京帝国大学工学部卒業。1940年、日本製鋼所入社、大日本帝國海軍呉工場（広島）で戦艦大和、戦艦武蔵等の建造に従事した。1979年同社社長就任（のち相談役）。横浜カントリークラブ名誉理事。
1977年に藍綬褒章、1987年に勲二等瑞宝章を受章。
2015年11月18日、老衰のため死去。100歳没。

## 関連記事
- 日鋼・元社長の舘野氏、室蘭での鋼づくりの歩み刊行（室蘭民報2007年3月20日（火）朝刊）